# Jared Stroud
Jared Stroud (Chester, 10 luglio 1996) è un calciatore statunitense, attaccante del D.C. United.

## Palmarès

### Club
- MLS Supporters' Shield: 1

New York Red Bulls: 2018